# Матарауа (Калараш)
Матарауа (рум. Mataraua) насеље је у Румунији у округу Калараш у општини Белчугателе. Oпштина се налази на надморској висини од 60 m.

## Становништво
Према подацима из 2002. године у насељу је живело 84 становника, од којих су сви румунске националности.